# Römerbrunnen Bad Gleichenberg

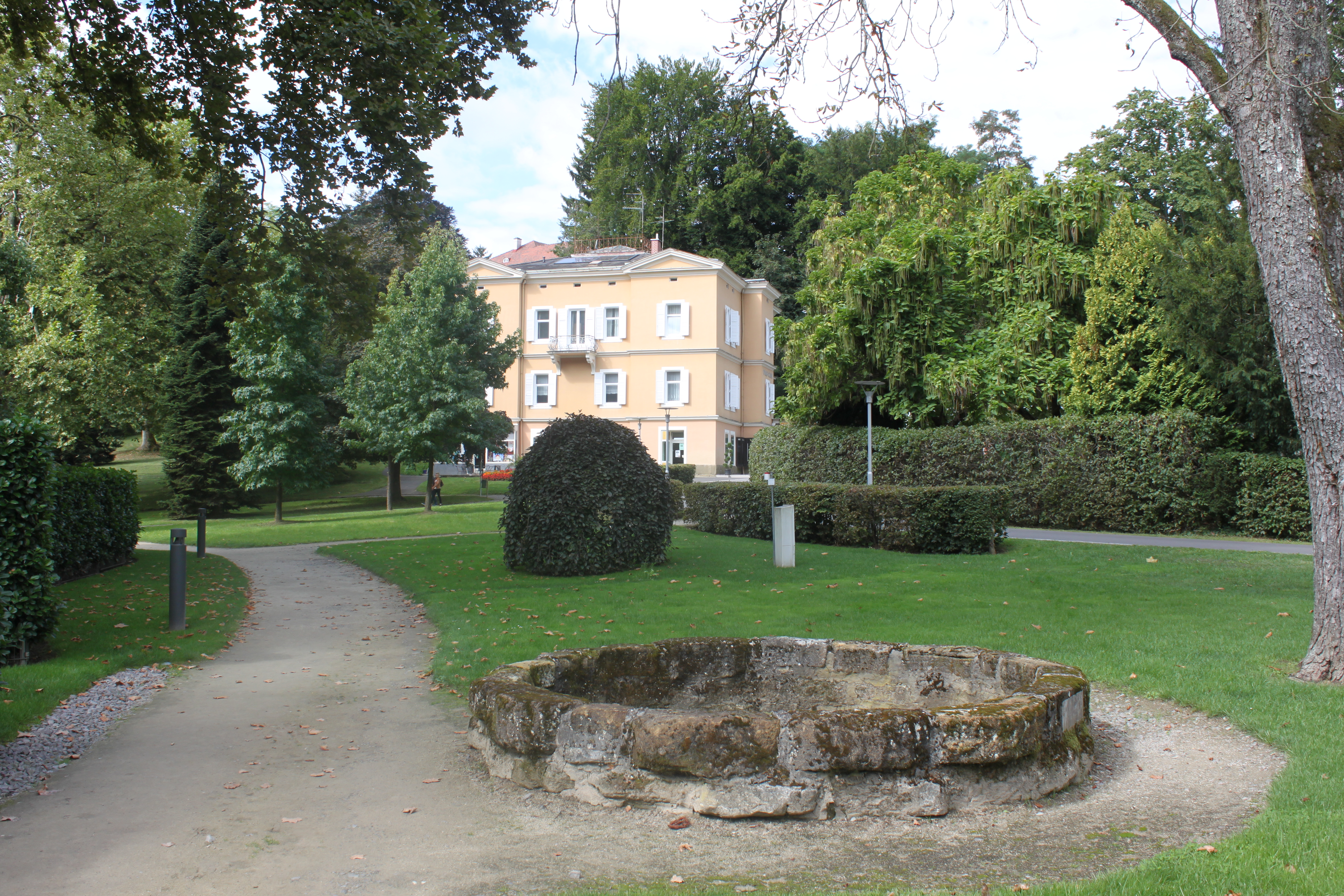
Römerbrunnen im Kurpark

Der Römerbrunnen Bad Gleichenberg erinnert an die Nutzung eines Brunnens durch die Römer in der Gemeinde Bad Gleichenberg in der Steiermark.

## Geschichte
Das Oststeirische Hügelland wurde zur Römerzeit ein Teil der Provinz Noricum, die von Flavia Solva aus verwaltet wurde. 1845, im Zuge der Gründung von Bad Gleichenberg als Kurort wurde beim weiteren Ausbau des Kurmittelhauses bei der Fassung einer Quelle ein Brunnenschacht aus römischer Zeit ergraben. Im Brunnenschacht wurden 70 römische Münzen von 14 bis 284 nach Christi Geburt und 12 durch das Mineralwasser versteinerte Haselnüsse gefunden.

## Römerbrunnen
Nach der Entdeckung wurde der Brunnenschacht für die Kurgäste sichtbar denkmalartig mit 13 Lagen im Kurpark zur Darstellung gebracht. Bei der Befreiung Österreichs in der Kriegsendphase des Zweiten Weltkriegs wurden die Anlage zerstört und die Brunnenschachtsteine zerstreut. In der Folge wurden die verbliebenen Brunnensteine zusammengetragen und neben dem Brunnenhaus Bad Gleichenberg in zwei Lagen als ausgeweiteter Sitzkreis angeordnet.